# 苏珊娜和长老 (皮托尼)
《苏珊娜和长老》（Susanna and the Elders）是詹巴蒂斯塔·皮托尼（義大利語：Giambattista Pittoni) 繪於1730年左右的畫作，現藏於意大利大都會藝術博物館。

## 外部連結
- 维基共享资源上的相關多媒體資源：苏珊娜和长老
- Giovanni Battista Pittoni «Susanna and the Elders» (recto); Architectural design and other scribbles (verso), metmuseum.org （页面存档备份，存于）